# NHK松江放送局
NHK松江放送局，又译NHK松江广播电视台，是日本放送協會位於島根縣松江市、負責主管島根縣當地事務的地方广播电视台（放送局）。

## 频道频率一览

### 电视频道
- NHK综合频道（呼号JOTK-DTV）
- NHK教育频道（呼号JOTB-DTV）

### 广播频率
- NHK第一套广播（呼号JOTK）
- NHK第二套广播（呼号JOTB）
- NHK调频广播（呼号JOTK-FM）

## 外部連結
- NHK松江放送局 （页面存档备份，存于）
- しまねっと（NHK松江）的X（前Twitter）